# Andrzej Radwański (chemik)
Andrzej Radwański lub Jędrzej Radwański (ur. 1800 w Tyńcu, zm. 20 maja 1860 w Warszawie) – polski chemik, fizyk, profesor i magister filozofii.

## Życiorys
Urodził się w 1800 roku we wsi Tyniec (dzisiaj znajdującej się w powiecie jędrzejowskim, w województwie świętokrzyskim), wówczas leżącej w zaborze austriackim, dokładnie w cyrkułu konecki w Nowej Galicji, kraju koronnym Monarchii Habsburgów.
Radwański pochodził z niezamożnej rodziny z Jędrzejowa. W 1821 roku ukończył Szkołę Wojewódzką w Kielcach, pracował następnie jako pomocnik naukowy w szkole wojewódzkiej w Kaliszu. W latach 1823–1826 studiował na wydziale filozoficznym Królewskiego Uniwersytetu Warszawskiego, specjalizijąc się w fizyce. Po uzyskaniu stopnia magistra pracował dwa lata jako nauczyciel w szkole wojewódzkiej w Kielcach. W 1828 został adiunktem przy Katedrze Fizyki, a następnie dozorcą gabinetu mineralogicznego.
Podczas powstania listopadowego kierował w Warszawie fabryką saletry i prochu. Po upadku powstania porządkował gabinet fizyczny likwidowanej przez rosyjskiego zaborcę uczelni. W 1832 uzyskał posadę nauczyciela w Warszawskiej Szkole Rabinów, a od 1833 uczył fizyki w warszawskiej szkole obwodowej i gimnazjum wojewódzkim. Od 1836 opuścił Szkołę Rabinów i był ponadto profesorem fizyki na Kursach Dodatkowych.
Obok Maksymiliana Strasza, Maurycego Scholtza, Marcina Zaleskiego, Adama Prażmowskiego i Antonina Wysockiego należy do pionierów fotografii w Polsce. W 1839 roku sposobem Daguerre’a wykonał dagerotypy przedstawiające Kościół Wizytek i Pałac Kazimierzowski. Swój obraz heliograficzny wystawił na widok publiczny w salach budynku Towarzystwa  Dobroczynności przy Krakowskim Przedmieściu w Warszawie na pokazie 20 października tego samego roku.
W 1842 roku dotknięty paraliżem prawej części ciała, musiał porzucić pracę. Nie przestał jednak publikować i eksperymentować.

## Życie prywatne
W 10 lipca 1832 roku poślubił Zofię Helenę Miecznikowską h. Pobóg, z którą miał urodzonego 4 maja 1844 roku syna Stanisława Alfonsa Ludwika Radwańskiego, ojca malarza Ryszarda Radwańskiego.